# Sarphatistraat 13
Het pand Sarphatistraat 13 is een gebouw aan de Sarphatistraat in Amsterdam-Centrum. 
Het pand werd gebouwd volgens een ontwerp van architect J.C.Teunissen op het terrein waarop voorheen de privékliniek van vrouwenarts Arthur Maurits Mendes de Leon (Sarphatistraat 13-15) stond. Dat gebouw was voorzien van allerlei tierelantijnen. Het ontwerp van Teunissen was strak. Het symmetrische gebouw met loggias (interne balkons) past qua stijl tussen de weelderige bouw van de lagere nummers en de kantoorkolos op nummer 15.  